# Садырбаев, Дооронбек Садырбаевич
Дооронбек Садырбаевич Садырбаев (кирг. Дооронбек Садырбаев; 13 февраля 1939, с. Апыртан, Ленинский район, Джалал-Абадская область — 28 мая 2008, Бишкек, Кыргызстан) — киргизской и советский политический, общественный и культурный деятель, кинематографист, режиссёр художественных и документальных фильмов, прозаик, публицист, Заслуженный работник культуры Киргизской ССР. Народный артист Киргизской ССР (1989). Герой Кыргызской Республики (2010, посмертно).))

## Биография
Сын председателя колхоза. Окончил Институт театра, музыки и кинематографии в Ленинграде. Со студенческих лет увлекался кинорежиссурой.
С 1961 года работал ассистентом режиссёра на только что открывшемся Киргизском телевидении. Принимал участие в переводе многих художественных фильмов на киргизский язык, озвучивал тексты в качестве теледиктора.
В 1969—1991 годах — кинорежиссёр студии «Киргизтелефильм».
Автор более 70 документальных фильмов, 16 художественных фильмов, таких как «Сон», «Сага о любви», «Песнь о любви» (1984, лауреат ВТФ) «Плач волчицы», «Деревенская мозаика», «Сколько живет тополь» (короткометражный)и др. Опубликовал 8 художественных сборников и более 700 публицистических статей.
Оппозиционный политик. Зимой 1994—1995 годов участвовал в выборах. Избирался депутатом Жогорку Кенеш (1995—2008).
Скончался 28 мая 2008 года, похоронен на Ала-Арчинском кладбище.

## Награды
- Заслуженный работник культуры Киргизской ССР
- Народный артист Киргизской ССР (1989)[1]
- Герой Киргизской Республики (2010, посмертно)

## Память
- Киностудии «Киргизтелефильм» присвоено имя народного артиста Садырбаева
- Имя Д. Садырбаева присвоено одной из улиц в Бишкеке.
- В 2010 году Дооронбек Садырбаев (посмертно) за выдающийся вклад в сокровищницу духовной культуры киргизского народа, высокую гражданскую позицию в творческой и общественной деятельности награждён званием Герой Киргизской Республики.